# Bryocodia pictula
Bryocodia pictula är en fjärilsart som beskrevs av William Schaus 1894. Bryocodia pictula ingår i släktet Bryocodia och familjen nattflyn. Inga underarter finns listade i Catalogue of Life.